# ライヴン県

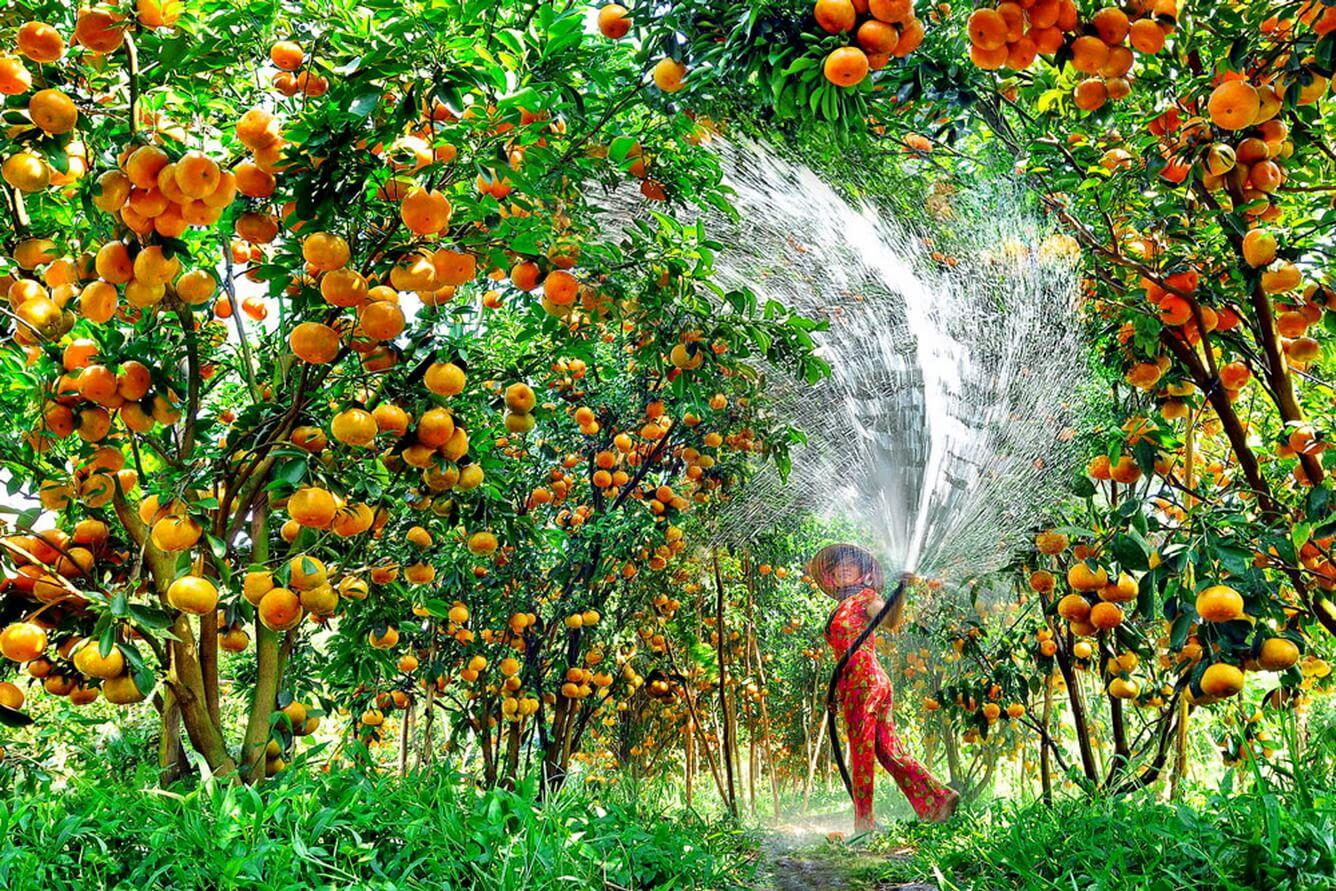
柑橘類の栽培

ライヴン県（ライヴンけん、ベトナム語：Huyện Lai Vung / 縣來𡑵?）は、ベトナム社会主義共和国ドンタップ省の県。面積は238 km²、人口は164,240人（2019年）である。

## 行政区画
1市鎮11社から構成される。